# 이천어울림도서관
이천어울림도서관은 대구광역시 남구의 도서관이다.

## 연혁
- 2017.04 이천어울림도서관 설계용역 완료
- 2017.05.19 이천어울림도서관 공사 착공
- 2018.04.27 이천어울림도서관 공사 준공
- 2018.05.24 이천어울림도서관 개관